# Tubercularia aurantiaca
Tubercularia aurantiaca är en svampart som först beskrevs av Charles Cardale Babington, och fick sitt nu gällande namn av Seifert 1985. Tubercularia aurantiaca ingår i släktet Tubercularia och familjen Nectriaceae.   Inga underarter finns listade i Catalogue of Life.